# Sint-Jozefsabdij van Clairval

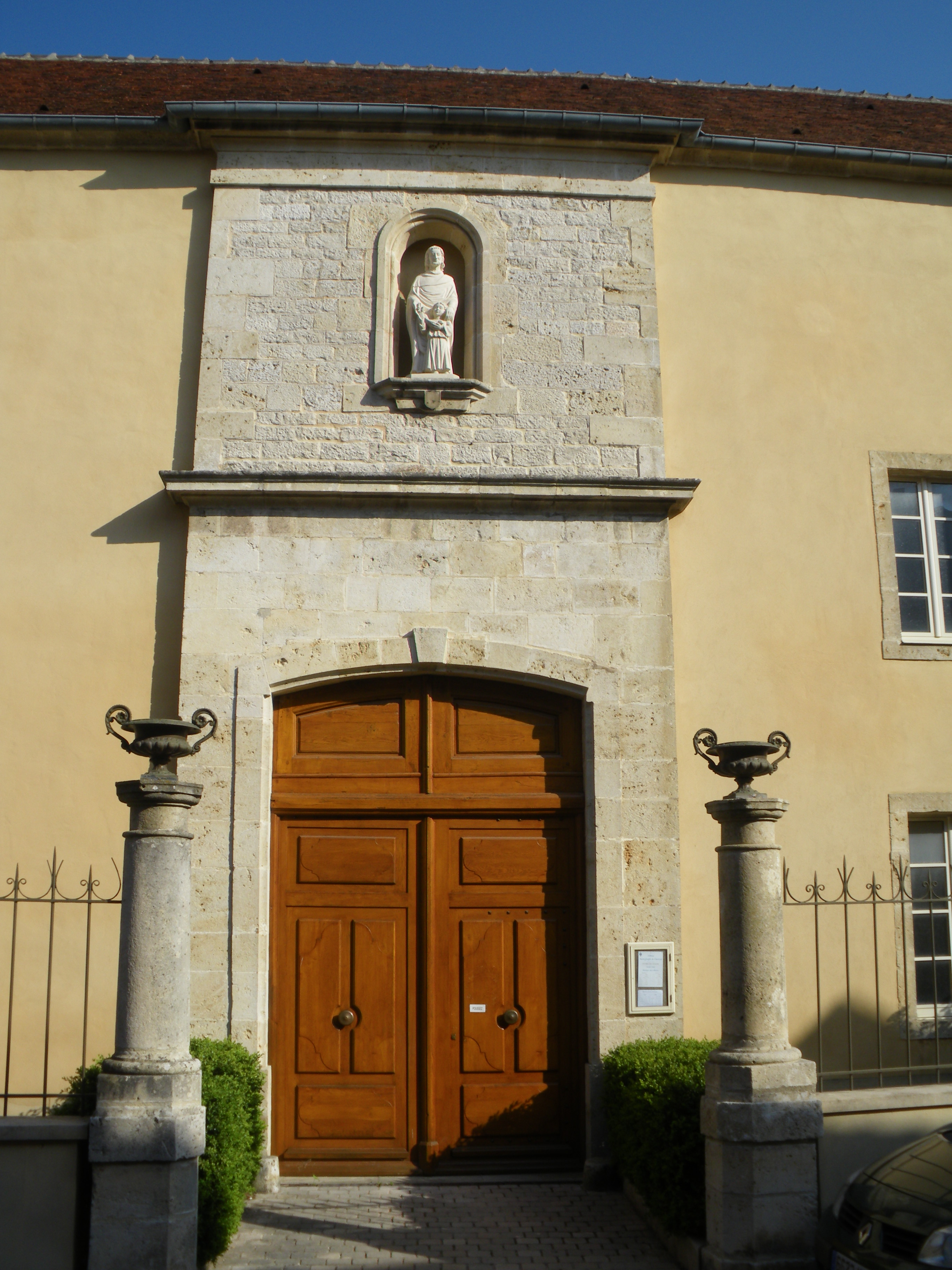
Ingang van de Sint-Jozefsabdij van Clairval

De Sint-Jozefsabdij van Clairval (Abbaye Saint-Joseph de Clairval) is een Franse benedictijnenabdij gelegen Flavigny-sur-Ozerain in het bisdom Dijon. Deze gemeenschap van monniken werd in 1972 opgericht en verhuisde in 1976 naar Flavigny. De monniken leven volgens de regel van de H. Benedictus in gehoorzaamheid aan de katholieke hiërarchie.
De officies worden er in het Latijn gezongen met Gregoriaanse zang.
Op 2 februari 1988, feest van de Opdracht van het Kindje Jezus in de Tempel, verkreeg de communauteit van de bisschop van Dijon haar canonieke erkenning als benedictijner klooster naar diocesaan recht. 
In 1992 wordt het klooster tot abdij verheven op verzoek van de Heilige Stoel, en op 21 maart van hetzelfde jaar vond de abtswijding plaats van haar stichter Augustin Marie Joly.

## Abten
- Dom Augustin Marie Joly, 1992-1998
- Dom Antoine Marie Beauchef 1998-